# Vit-blå-vit flagga
Vit-blå-vit flagga (ryska: Бело-сине-белый флаг, БСБ) är en flagga som blev en symbol för antikrigsprotester i Ryssland 2022 under  Rysslands invasion av Ukraina. Flaggan nämndes första gången på Twitter 28 februari 2022, varefter den blev utbredd bland ryska oppositionsgrupper. Enligt aktivister är flaggan först och främst en symbol för att förena människor för fred och frihet. Kontinuiteten med en tidigare version av Velikij Novgorods flagga noterades också. En av de viktigaste regeringsinstitutionerna i Novgorodrepubliken var "Novgorod-kammaren", som begränsade prinsens befogenheter i motsats till furstendömet Vladimir-Suzdal.

## Standardisering av storlek och färg
| Färg    | Vit         | Blå        | Vit         |
| ------- | ----------- | ---------- | ----------- |
| Pantone | Vit         | 2925C      | Vit         |
| CMYK    | 0,0,0,0     | 100,41,5,0 | 0,0,0,0     |
| RGB     | 255,255,255 | 0,131,214  | 255,255,255 |
| HTML    | #FFFFFF     | # 0083D6   | #FFFFFF     |

## Historia

Staden Novgorods flagga 1994–2006

Den första kända platsen att använda den vit-blå-vita flaggan var webbplatsen för den virtuella staten "Novgorod Republic", som dök upp 2006 (de tidigaste sidorna på webbplatsen i webbarkivet går tillbaka till 2010). Flaggan baserades på den då officiella flaggan i Velikij Novgorod. Enligt webbplatsens skapare, den amerikanske programmeraren Martin Posthumus, var projektet tänkt som ett exempel på en alternativhistoria där Novgorodrepublikens trupper besegrade trupperna från furstendömet Moskva i slaget vid Sjelon.[källa behövs]
I ett inlägg daterat den 25 november 2013 nämnde Truvor, en användare av Livejournal, den vit-blå-vita Novgorod-flaggan "utan Katarinas vapen" som "ett utmärkt val för vår framtida republik." Enligt honom är "Novgorod, till och med fullständigt förstörd och nedtrampad, ett spöke från det riktiga Ryssland. Horden, som har tillägnat sig Rysslands historia, känner omedvetet hotet om Rysslands uppror från graven i Novgorod”.
Den föreslogs först för användning som ett alternativ till Rysslands flagga av Livejournalanvändaren Andrei Chudinov den 22 augusti 2019. 
I samband med antikrigsprotesterna nämndes den första gången på Twitter den 28 februari 2022 och accepterades allmänt av oppositionsgrupper. Den har använts i antikrigsprotester i Tbilisi, Georgien, såväl som i Tyskland, på Cypern och i Jekaterinburg, Ryssland.
Enligt aktivister symboliserar den kampen för fred och tankefrihet.  Rött, som förknippas med blod och det sovjetiska förflutna, har ersatts av fridfullt vitt. Kombinationen av färger påminner också om Novgorods gamla flagga som ett minne av traditionerna i Novgorodrepubliken.
Enligt vissa aktivister är den största skillnaden jämfört med den ryska flaggan – avsaknaden av en röd rand – en symbol för protest, eftersom den avvisar krigskulten, militär expansion och visar en ny sida i rysk historia där det inte finns någon plats för autokrati, militarism, våld och blod. Enligt aktivisterna inspirerades flaggans utseende av symboler för perioden då Velikij Novgorod var centrum för Novgorodrepubliken, som är den enda utmanaren om titeln sann demokrati i rysk historia. Likheten med BCHB-flaggan kallas en speciell symbolik. Färgerna i sig kännetecknar, enligt vissa aktivister, fred, renhet, försiktighet (vit), samt sanning och rättvisa (blå).

Ryska federationens statliga flagga från 1991 till 1993

Den mellersta blå randen är nära i färgen den ryska flaggan, som användes mellan 1991 och 1993.

## Motstånd från myndigheterna
Den 6 mars 2022 greps en invånare i Moskva, Anna Dubkova, av en polis på grund av att den vit-blå-vita flaggan var placerad på hennes bil. I protokollet står det att flaggan är en symbol för "... antikrigsprotester spridda bland oppositionella krafter." Domstolen dömde Anna Dubkova till 15 dagars fängelse enligt artikel 19.3 i lagen om administrativa brott.

## Galleri

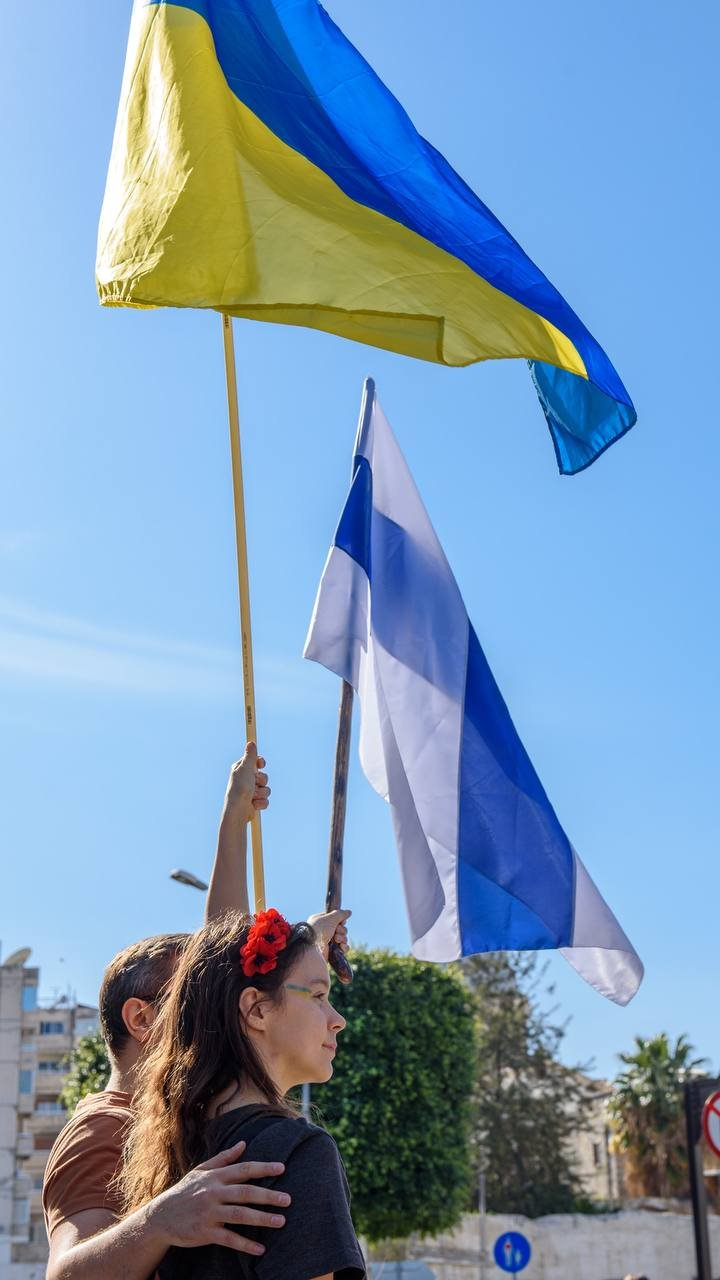
Ukrainas statsflagga och den ryska protestflaggan

## Liknande flaggor

Velikij Novgorods flagga 1994–2006
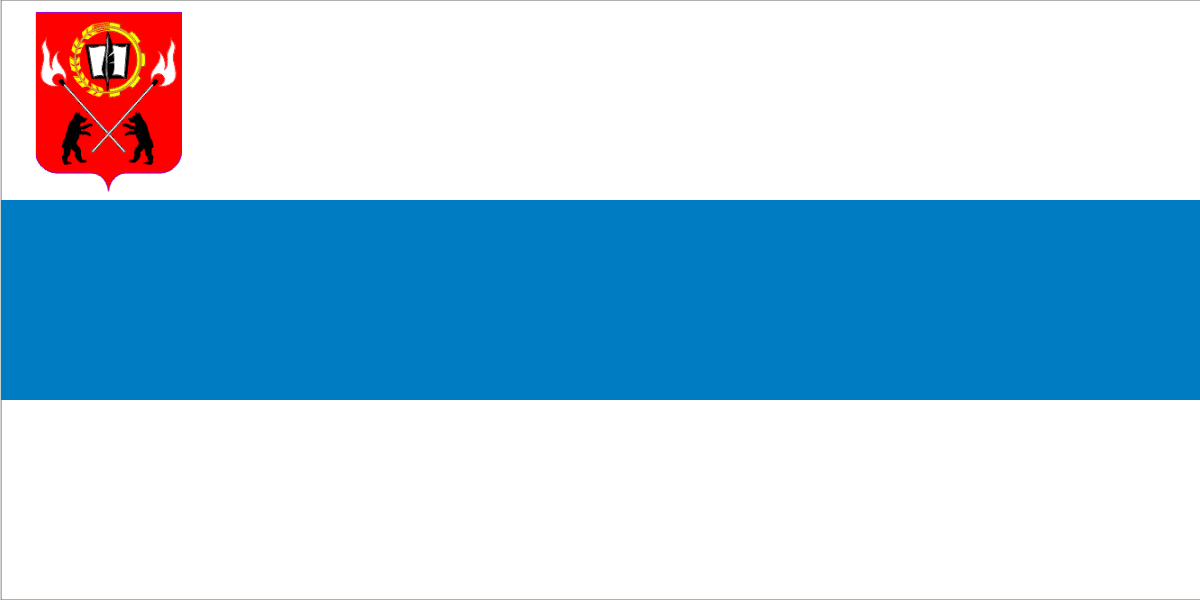
Flagga för Chudiv-distriktet i Novgorod-regionen 1997–2008
Flagga för den fiktiva staten Veishnoria
Flagga för den schweiziska kantonen Zug